# Светлана Дилова
Светлана Дилова с рождено име Салиха Адилова Ехлиманова е български политик от турски произход от Българската комунистическа партия (БКП).

## Биография
Родена е на 15 ноември 1945 г. в шуменското село Страхилица. През 1959 г. става член на Комсомола, а от 1965 г. и на БКП. Работи като учителка в родното си село. Била е секретар на ДКМС в селото си и член на Окръжния комитет на ДКМС, както и на партийното бюро в Страхилица. Председател е на общинския съвет на жените и член на Общинския партиен комитет. Известно време е член на Бюрото на ОС на Движението на българските жени. От 1986 до 1990 г. е член на ЦК на БКП.